# ISO 3166-2:SB

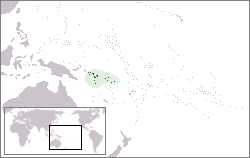
Mapa de las Islas Salomón

ISO 3166-2:SB es la entrada para las Islas Salomón en ISO 3166-2, parte de los códigos de normalización ISO 3166 publicados por la Organización Internacional de Normalización (ISO), que define los códigos para los nombres de las principales subdivisiones (p.ej., provincias o estados) de todos los países codificados en ISO 3166-1.
En la actualidad, para las Islas Salomón los códigos ISO 3166-2 se definen para 9 provincias y el territorio de la capital. Honiara es la capital del país y tiene un estatus especial, equiparable al de las provincias.
Cada código consta de dos partes, separadas por un guion. La primera parte es SB, el código ISO 3166-1 alfa-2 para las Islas Salomón. La segunda parte tiene dos letras.

## Códigos actuales
Los nombres de las subdivisiones se ordenan según el estándar ISO 3166-2 publicado por la Agencia de Mantenimiento ISO 3166 (ISO 3166/MA).
Pulsa sobre el botón en la cabecera para ordenar cada columna.
| Código | Nombre de la subdivisión (en)      | Nombre de la subdivisión (es) | Categoría de la subdivisión |
| ------ | ---------------------------------- | ----------------------------- | --------------------------- |
| SB-CT  | Territorio de la capital (Honiara) | Territorio de la Capital      | territorio de la capital    |
| SB-CE  | Central                            | Central                       | provincia                   |
| SB-CH  | Choiseul                           | Choiseul                      | provincia                   |
| SB-GU  | Guadalcanal                        | Guadalcanal                   | provincia                   |
| SB-IS  | Isabel                             | Isabel                        | provincia                   |
| SB-MK  | Makira-Ulawa                       | Makira-Ulawa                  | provincia                   |
| SB-ML  | Malaita                            | Malaita                       | provincia                   |
| SB-RB  | Rennell and Bellona                | Rennell y Bellona             | provincia                   |
| SB-TE  | Temotu                             | Temotu                        | provincia                   |
| SB-WE  | Western                            | Occidental                    | provincia                   |

## Cambios
Los siguientes cambios de entradas han sido anunciados en los boletines de noticias emitidos por el ISO 3166/MA desde la primera publicación del ISO 3166-2 en 1998, cesando esta actividad informativa en 2013.
| Informe     | Fecha de emisión | Descripción del cambio reportado             | Cambio de código o subdivisión                                   |
| ----------- | ---------------- | -------------------------------------------- | ---------------------------------------------------------------- |
| Boletín I-8 | 2007-04-17       | Modificación de la estructura administrativa | Subdivisiones añadidas: SB-CH Choiseul SB-RB Rennell and Bellona |

Los siguientes cambios a la entrada figuran en el listado del catálogo en línea de la ISO:
| Fecha real del cambio | Breve descripción del cambio                                    |
| --------------------- | --------------------------------------------------------------- |
| 2014-12-18            | Alineación con UNTERM de la abreviatura en minúsculas en inglés |
| 2014-11-03            | Se actualiza el origen de la lista                              |